# Острожец (Ровненская область)
Остроже́ц (укр. Остроже́ць) — село в Дубенском районе Ровненской области Украины, администратинвый центр Острожецкой сельской общины. До 2020 года являлся центром Острожецкого сельского совета и входил в состав Млиновского района.
Население по переписи 2001 года составляло 2622 человека. Почтовый индекс — 35113. Телефонный код — 3659. Код КОАТУУ — 5623885801.

## История
Территория Острожца входила в состав владений княжеского рода Головней. Одному из представителей этого рода, князю Петру Михайловичу Головне, городничий трокский, в 1528 году было разрешено построить в Острожце город, который получил Магдебургское право. А с 1531 года он стал зваться князем Острожецким. Князья Острожецкие владели городом до смерти в 1585 году князя Андрея Фёдоровича.
До конца XVIII века Острожец находился в составе Речи Посполитой. После её третьего раздела в 1795 году Острожец вошёл в состав Российской империи.
В XIX — начале XX века Острожец — местечко в Дубенском уезде Волынской губернии.
По Брестскому миру в 1919 году Острожец оказался в составе Польши. В 1939 году присоединён к СССР и включён в состав УССР.

## Известные уроженцы
- Еремеев, Игорь Миронович (1968—2015) — украинский политик и бизнесмен, депутат Верховной Рады Украины.
- Козявкин, Владимир Ильич (1947—2022) — советский и украинский врач-невролог, разработчик одной из современных систем реабилитации больных детским церебральным параличом, Герой Украины (2001).